# 타이 스카이 항공
타이 스카이 항공(영어: Thai Sky Airlines)은 태국에 본사를 둔 전세 및 화물 항공사였다. 본사는 방콕 후아이쾅 르콩코드타워 7층이었다. 타이 스카이 항공은 2004년에 설립되어 2006년 운항을 중단했다.

## 역사
항공기 구매 및 공항 운영 설정 계획은 2002년부터 시작되어 2004년 1월 30일에 정식으로 항공사가 설립되었다. 홍콩행 첫 비행은 2005년 5월 19일에 시작되었다. 쿠알라룸푸르행 비행기는 2005년 5월 21일 시작되었다. 태국, 홍콩, 대만의 합작으로 주로 홍콩에서 태국으로 여행하는 관광단체를 위한 전세 항공편을 운영하기 위해 설립되었다. 그러다 타이 스카이 항공 2006년에 운항을 중단했다.

## 사건 및 사고
2005년 8월 방콕발 홍콩행 항공기가 항공기 고장으로 일시 중단되면서 수백 명의 승객이 하루 넘게 현지에 머물렀다.이 기간 동안 항공사는 여행객들을 위해 호텔과 식사비를 제공하고, 며칠 후에 여러 명의 승객이 홍콩 당국에 불만을 제기하였다.
2006년 1월 2일, 이 항공 중 한 대의 L1011기종이 인천국제공항에서 타이어가 터져 인천~방콕 노선이 일시 중단되기도 했다.